# ГЕС Дзеврула
ГЕС Дзеврула — гідроелектростанція у центральній частині Грузії. Знаходячись після ГЕС Шаорі (38 МВт), становить нижній ступінь дериваційного каскаду Шаорі-Ткібулі.
Долина, у якій знаходиться шахтарське місто Ткібулі, дренується однойменною річкою. Раніше вона щезала у карстовому провалі (понорі) та, після проходження під Окрибо-Аргветською грядою, виходила з печери Шавцкала в долину річки Дзеврула, правої притоки Квіріли (ліва притока Ріоні, яка впадає до Чорного моря біля Поті). За схожою схемою створили і гідроенергетичну схему станції, спрямувавши ресурс замість понору у тунель.
Для накопичення ресурсу саму Ткібулі перекрили земляною греблею висотою 36 метрів, довжиною 1605 метрів та товщиною від 6 (по гребеню) до 191 (по основі) метрів. Вона утримує водосховище з об'ємом 86 млн м3, в тому числі корисний об'єм 66 млн м3. Окрім власного стоку, сюди через станцію верхнього ступеня надходить ресурс із річки Шаорі, яка дренує розташовану вище карстову долину і раніше так само щезала під землею, передаючи ресурс до річки Шареула, лівої притоки Ріоні.
Дериваційна траса зі сховища включає похилу шахту довжиною 48 метрів, напірний тунель довжиною 2,2 км та напірний водовід довжиною 0,5 км. Крім того, в системі працює балансувальний резервуар (вирівнювальна камера) шахтного типу.
Наземний машинний зал обладнали чотирма турбінами типу Френсіс потужністю по 20 МВт, які при напорі у 293 метри забезпечують виробництво 140 млн кВт·год електроенергії на рік.